# Henry Ward Ranger

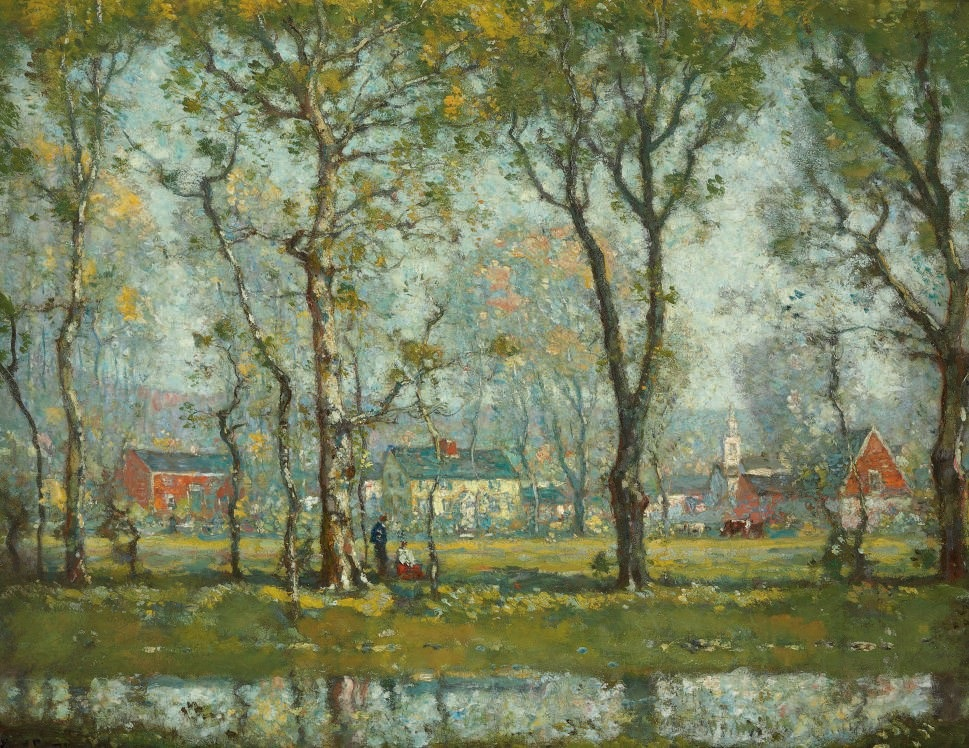
Henry Ward Ranger: Pueblo en Nueva Inglaterra (hacia 1900).

Henry Ward Ranger (29 de enero de 1858 - 7 de noviembre de 1916) fue un artista norteamericano nacido en Syracuse, Nueva York.
Se convirtió en un prominente paisajista y pintor marino. Gran parte de la obra que realizó fue en los Países Bajos, mostrando la influencia de la moderna escuela holandesa en sus trabajos. Fue nombrado Académico Nacional en 1906 y miembro de la American Water Color Society. Entre todas sus pinturas destaca "Top of the Hill", en la Galería Corcoran y "East River Idyll", en la Carnegie Institution for Science de Pittsburgh.
Ranger fue el primer miembro del círculo de Florence Griswold en la colonia artística de Old Lyme (Connecticut).